# Haliliye
Haliliye ist ein 2014 gegründeter Landkreis der türkischen Provinz Şanlıurfa und zugleich eine gleichnamige Gemeinde (Belediye) der 2012 geschaffenen Şanlıurfa Büyükşehir Belediyesi (Großstadtgemeinde/Metropolprovinz). Er ging aus einer Aufteilung des zentralen Stadtbezirkes (Merkez) hervor. Haliliye umfasst die zentralen Teile der Stadt Şanlıurfa mit den angrenzenden Dörfern und ist der bevölkerungsreichste.
Durch das Gesetz Nr. 6360 wurden 32 (von 69) Stadtbezirken (Mahalle) der Hauptstadt, die Gemeinden (Belediye) Kısas und Konuklu  sowie 134 Dörfer (Köy) abgespalten. Im Zuge der Verwaltungsreform wurden beide Gemeinde und die Dörfer in Mahalle umgewandelt, so dass deren Zahl auf 169 anwuchs. Bis Ende 2020 stieg die Anzahl auf 170 mit einer Durchschnittsbevölkerung von 2.270 Einwohnern, mit 49.567 Einwohnern ist Devteyşti der größte Mahalle.